# Spitzschopf-Seidenkuckuck

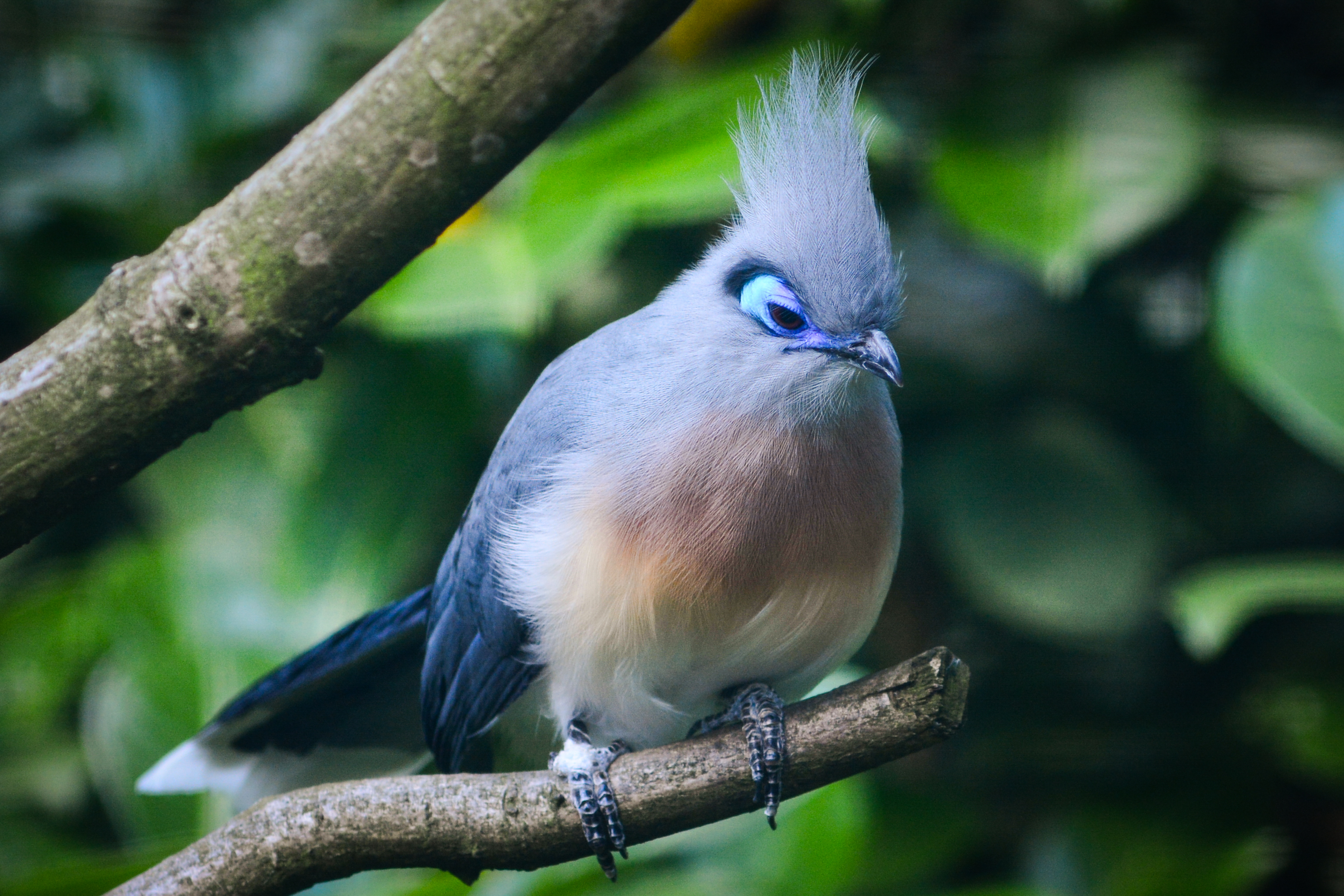
Spitzschopf-Seidenkuckuck

Der Spitzschopf-Seidenkuckuck (Coua cristata), auch Schopfseidenkuckuck, Spitzschopfcoua oder Hauben-Seidenkuckuck genannt, ist eine auf Madagaskar endemisch vorkommende Kuckucksart der Gattung der Seidenkuckucke (Coua). Die Art umfasst die vier Unterarten C. c. cristata (Linnaeus, 1766), C. c. dumonti (Delacour, 1931), C. c. pyropyga (Grandidier, 1867) und C. c. maxima (Milon, 1950).

## Merkmale
Der Spitzschopf-Seidenkuckuck wird etwa 40–44 cm groß. Es gibt keinen Geschlechtsdimorphismus. Die Haube, der Kopfbereich sowie der Hals sind hellgrau gefärbt, der Rücken, die Flügel sowie die langen Steuerfedern grünlich grau bis dunkelgrau. Die Steuerfedern glänzen zudem lila bis blau, die Spitze dieser Federn ist weiß. Der Brustbereich ist hell bis kastanienbraun gefärbt, die Unterseite weiß. Der Orbitalring ist vor dem Auge lila bis blau, hinter dem Auge hellblau gefärbt und schwarz umrandet. Die Füße sind schwarz. Die Unterarten sind teilweise größer als die Nominatform, auch die Haube ist größer. Die weißen Bereiche auf den Steuerfedern sind unterschiedlich groß ausgeprägt. C. c. dumonti und C. c. pyropyga erscheinen blasser, C. c. maxima dunkler als die Nominatform.

## Verbreitung und Lebensraum
Der Spitzschopf-Seidenkuckuck ist wie alle anderen Seidenkuckucke endemisch für Madagaskar. Die Nominatform C. c. cristata kommt dort entlang der Nordküste, C. c. dumonti an der Westküste zwischen Mahajanga und Morondava und C .c. pyropyga an der Süd-Westküste zwischen Morondava und Toliara vor. Die Unterart C. c. maxima ist lediglich aus der Gegend um die Stadt Tolagnaro im Süd-Westen der Insel bekannt. Die Art bewohnt verschiedene Habitate wie Primär- und Sekundärwälder, Savannen oder Mangroven bis zu einer Höhe von 1000 m. Seltener findet man sie in dichten Regenwäldern. Aufgrund der Häufigkeit des Spitzschopf-Seidenkuckucks sowie des großen Verbreitungsgebietes geht die IUCN von keiner Gefährdung der Art aus.

## Lebensweise
Der Spitzschopf-Seidenkuckuck bewegt sich meist in der unteren Baumschicht fort, wo er seine Nahrung vom Stamm und Ästen der Vegetation absammelt. Die Nahrung besteht u. a. aus verschiedenen Insekten, Chamäleons, Geckos, Schnecken, Früchten sowie Baumsäften von Albiziaarten. Kommen gemeinsam mit dem Spitzschopf-Seidenkuckuck Coquerel- oder Rotstirn-Seidenkuckucke vor, weicht er in höhere Baumschichten aus. Der Spitzschopf-Seidenkuckuck ist im Gegensatz zu anderen Kuckucksarten kein Brutparasit. Das Nest wird in Höhen zwischen 4 und 15 m durch beide Elternteile gebaut. Die Jungen werden gemeinsam groß gezogen.

## Systematik
Die Unterart C. c. maxima ist lediglich durch das von Philippe Milon gesammelte Typusexemplar bekannt, in freier Wildbahn wurde sie nicht mehr gesichtet. Die Unterart wird als verschollen bzw. ausgestorben oder als Hybrid angesehen.

## Haltung
Spitzschopf-Seidenkuckucke werden bislang nur in wenigen Zoologischen Gärten gepflegt. Die regelmäßige Zucht gelang bislang nur im Vogelpark Walsrode.